# 岡島艶子
岡島 艶子（おかじま つやこ、1909年1月9日 - 1989年2月4日）は、日本の女優。本名は仁科 つや（にしな つや、旧姓は小牧）。
サイレント映画時代のスター女優で、松竹キネマ・東亜キネマ・マキノ・プロダクションなどの作品に出演し、純情かれんな娘役で活躍した。戦後は主に東映の作品で端役として出演した。夫は映画監督の仁科熊彦。娘婿は俳優の川谷拓三、孫は共に俳優の仁科貴・仁科扶紀である。

## 来歴・人物

### 生い立ち
1909年（明治42年）1月9日、愛知県名古屋市中区桑名町に、父・桃太郎と母・あさの娘として生まれる。父は東京市の和菓子屋の長男で、後に大谷友四郎の名で歌舞伎俳優となり、名古屋・宝生座の座長を務めて名古屋の団十郎と呼ばれた。その後友四郎は妻子を連れて東京へ戻り、6代目尾上菊五郎らからおやじと呼ばれて、劇界の生き字引として重宝がられた。母は初め森川家に嫁いで2男1女を儲けたが夫と死別し、大谷と茶飲み友達として再婚した。岡島の異父兄である森川貞造も歌舞伎役者となって市川新寿を名乗り、阪東妻三郎とは親友でもあったが、後に吉原の花魁と心中した。
幼い頃から舞踊、琴、三味線などを仕込まれ、6歳の時の1915年（大正4年）に新派の伊井蓉峰・河合武雄一派に子役として出るようになり、明治座で初舞台を踏む。8歳の時には井上正夫一座に入り、浅草みくに座、赤坂演技座、本郷座の連鎖劇に出演する一方、歌舞伎の小芝居にも子役で出演する。この間に泰明小学校に入学している。

### 映画女優へ
1921年（大正10年）9月、満12歳で松竹蒲田撮影所に入社。6代目嵐吉三郎から屋号の岡島屋を贈られて岡島艶子を名乗り、牛原虚彦監督の『狂へる剣技』の曲馬団の少女役で映画デビューする。以来、小娘・舞妓・子守女などの役を演じ、大久保忠素監督の『帰らぬ人形』で初めて大きな役がつく。1923年（大正12年）9月1日の関東大震災により蒲田の大部分が下加茂撮影所に移り、岡島もこれに同行。翌1924年（大正13年）1月に蒲田へ戻り、2月8日に東栄子、押本映治らとともに準幹部に昇格する。娘役として重用され始め、池田義臣監督の『スヰートホーム』で栗島すみ子と共演、清水宏監督の『峠の彼方』では押本の相手役をつとめ、牛原監督の『小唄集 鈴蘭』では初主演する。
1924年（大正13年）、牧野省三に呼ばれて東亜キネマの女優強化のために入社を説得され、牧野の巧みな話術と人柄に惹かれて即座に入社を承諾。松竹に退社を申し出ると会社側は両親を責めて引き留めにかかり、「そのうちお返ししますから」という両親の頼みで許され、11月に東亜キネマ等持院撮影所に入社する。1925年（大正14年）、賀古残夢監督の『武士道』が入社第1作となり、二川文太郎監督の『墓石が鼾をする頃』では風変わりな少女の難しい役どころを演じて、10代のうちに、泉春子・森静子・マキノ輝子につぐ地位を確立していく。その後はマキノ・プロダクション御室撮影所で『切られの与三郎』『黒髪夜叉』『快傑夜叉王』などに出演し、牧野監督の『闇乃森』では仇討ちに出た夫の留守に夫の友人と密通する妻という大胆な役を、体当たりで演じた。

### マキノ時代

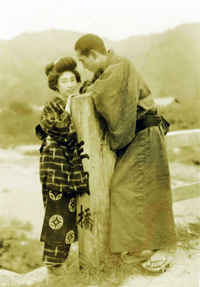
『三朝小唄』（1929年）のスチル写真。右は秋田伸一。

1926年（大正15年）4月1日、マキノを退社して東亜キネマに入社。同年10月2日には松竹下加茂撮影所に加入し、松竹と提携して請負製作をしていた衣笠映画聯盟の作品に出演する。聯盟の第1作『照る日くもる日』ではヒロインを演じ、『稚児の剣法』では林長二郎の相手役に起用される。続いて『お嬢吉三』『乱軍』でも林と共演するが、1927年（昭和2年）4月16日、千早晶子が林の相手役として入社したことに不服を懐き脱退。勝見庸太郎が牧野の使いでマキノ復帰をすすめに来たこともあり、即座にマキノへ戻る。井上金太郎監督の『いろは仮名四谷怪談』、牧野監督の『忠魂義烈 実録忠臣蔵』、マキノ正博監督の『浪人街 第一話 美しき獲物』などの時代劇出演し、吉野二郎監督の『夏の夜の唄』以降は現代劇が中心となる。1929年（昭和4年）、マキノの映画監督の仁科熊彦と、小笹正人の媒酌で結婚。

### マキノ退社後・戦後
1930年（昭和5年）、この頃からマキノは経営不振に陥り、8月にマキノを退社する。1931年（昭和6年）に嵐寛寿郎が第2次嵐寛寿郎プロダクションを結成して夫の仁科がこれに同行した際、岡島もこれに参加し、仁科監督の『右門捕物帖 十八番手柄』『戸並長八郎』などで嵐の相手役をつとめる。1932年（昭和7年）には富国映画社に夫婦ともに引き抜かれ、『情熱の波止場』に出演するが、同年6月には資金難で解散し、1933年（昭和8年）に夫妻で宝塚キネマに入るも、こちらもすぐに解散してしまう。その後は実演や新興キネマの映画に頼まれて時折り出演したが、1935年（昭和10年）からは三女の育児に専念する。
戦後は、大河内龍に頼まれて地方巡業の一座を組織し、大河内の『丹下左膳』・岡島の『滝の白糸』の二枚看板で中国・四国・九州を回り、ついで九州劇団や神田千栄子一座に加わる。1955年（昭和30年）、東映と専属契約を結び、『荒獅子判官』『暴れん坊街道』『真田風雲録』などに脇役で出演。その後フリーとなり、他社の作品やテレビドラマにも出演する。1980年（昭和55年）、第4回山路ふみ子映画功労賞を受賞。
1989年（平成元年）2月4日、京都府京都市北区の富田病院で肺性心不全のため死去。80歳没。

## 出演作品

### 映画
- 狂へる剣技（1921年、松竹キネマ）
- 更け行く夜（1921年、松竹キネマ）
- 不如帰（1922年、松竹キネマ） - 令嬢駒子
- 山中小唄（1923年、松竹キネマ）
- スヰートホーム（1924年、松竹キネマ）
- 峠の彼方（1924年、松竹キネマ） - お光
- 城ヶ崎の雨（1924年、松竹キネマ）
- 荒神山の血煙（1925年、東亜キネマ） - 蛤屋みすじお琴
- 武士道（1925年、東亜キネマ）
- 墓石が鼾する頃（1925年、東亜キネマ） - 皷匠の嬢百合女
- 落花の舞（1925年、東亜キネマ） - 芸者お絹
- 探偵綺譚 文明の復讐（1925年、マキノ） - お夏
- 街にぶらさがった糸瓜（1925年、マキノ） - お雪
- 天一坊と伊賀亮（1926年、聯合映画芸術家協会） - 沢の井
- 悲恋心中ヶ丘 前後篇（1925年、マキノ）
- 照る日くもる日（1926年、衣笠映画聯盟） - お妙
- 稚児の剣法（1927年、衣笠映画聯盟） - お町
- いろは仮名四谷怪談 前後篇（1927年、マキノ） - お梅
- 任侠二刀流（1928年、マキノ） - 浜路
- ひよどり草紙（1928年、マキノ） - 玉水早苗
- 忠魂義烈 実録忠臣蔵（1928年、マキノ） - 露野
- 浪人街 第一話 美しき獲物（1928年、マキノ） - おぶん
- 大安日（1929年、マキノ） - 満智子
- 三朝小唄（1929年、マキノ）
- 刀を抜いて（1929年、マキノ） - 湯女お光
- 右門捕物帖シリーズ（寛プロ）
  - 右門捕物帖 十八番手柄（1931年） - お弓
  - 右門捕物帖 二十番手柄（1931年） - おたね
  - 右門捕物帖 廿五番手柄 七十七なぞの橙（1932年） - おかね
- 鞍馬天狗 解決篇（1931年、寛プロ） - お露
- 情熱の波止場（1932年、富国映画社）
- いれずみ判官シリーズ（東映）
  - 荒獅子判官（1955年） - 大町家の婆やお兼
  - はやぶさ奉行（1957年） - 婆や
  - たつまき奉行（1959年） - おきん
- 水戸黄門漫遊記 人喰い狒々（1956年、東映） - お春の母親おさと
- 海の百万石（1956年、東映） - 真竜院夙子
- 逆襲獄門砦（1956年、東映）- 江州の農民
- 江戸三国志（1956年、東映）- 尾州家のお局
- 曽我兄弟 富士の夜襲（1956年、東映） - 虎の母
- ふり袖捕物帖 若衆変化（1956年、東映） - 乳母お初
- ふり袖太平記（1956年、東映）- 小浪の祖母さよ
- 暴れん坊街道（1957年、東映） - 若菜
- 大名囃子 後篇（1957年、東映）- 岡倉徳五郎に抗議する老婆
- 喧嘩道中（1957年、東映） - おもよ
- 仇討崇禅寺馬場（1957年、東映） - お勝の母親お六
- 緋ざくら大名（1958年、東映）- 北条家の老女
- 江戸の名物男 一心太助（1958年、東映） - 老婆
- ひばり捕物帖 かんざし小判（1958年、東映） - お民
- 殿様弥次喜多 怪談道中（1958年、東映）- 見張り小屋の妖婆
- 風と女と旅鴉（1958年、東映）- 銭屋のお内儀
- 捨てうり勘兵衛（1958年、東映）- 貧乏長屋の住人
- 浪花の恋の物語（1959年、東映） - 三輪の茶屋老婆
- 恋山彦（1959年、東映） - おとき
- 江戸の悪太郎（1959年、東映）- 手代木家の使用人
- 大江戸の侠児（1960年、東映） - 御老女筆頭
- 神田祭喧嘩笠（1960年、東映）- 貧乏長屋の住人
- 清水港に来た男（1960年、東映）- 喜三郎の母親
- 炎の城（1960年、東映）- 一色主女の妻
- 緋ざくら小天狗（1961年、東映） - 生花の師匠
- 八荒流騎隊（1961年、東映）- 刀根の祖母おきわ
- 月形半平太（1961年、東映）- 梅松の内職を手伝う老婆お作
- 宮本武蔵（1961年、東映） - 寺男の妻
- 女系家族（1963年、大映）- 矢島姉妹の母親（写真出演）
- この首一万石（1963年、東映）- やり手婆
- 真田風雲録（1963年、東映） - 老婆
- 九ちゃん刀を抜いて（1963年、東映） - 勘兵衛の女房
- 越前竹人形（1963年、大映）- 船着場の老婆
- 鮫（1964年、東映） - 河原の老婆
- 間諜（1964年、東映） - 老婆うた
- 忍法忠臣蔵（1965年、東映） - 卯女
- 大阪ど根性物語 どえらい奴（1965年、東映） - おたか
- 明治侠客伝 三代目襲名（1965年、東映）
- 懲役十八年（1967年、東映） - 石岡重子
- 着流し百人（1967年、東映）- 乗合馬車の客
- 一心太助 江戸っ子祭り（1967年、東映） - お仲の母親
- ある殺し屋（1967年、大映） - アパートの老婆
- 座頭市牢破り（1967年、大映） - 茶店の婆さん
- 徳川女刑罰史（1968年、東映） - 彰尊
- 日本暗殺秘録（1969年、東映） - 民子の母
- 日本女侠伝 侠客芸者（1969年、東映）
- 緋牡丹博徒シリーズ（東映）
  - 緋牡丹博徒 花札勝負（1969年） - 屋台の老婆
  - 緋牡丹博徒 お竜参上（1970年） - おまつ
  - 緋牡丹博徒 お命戴きます（1971年） - 料亭の女将
- 温泉芸者シリーズ（東映）
  - 温泉こんにゃく芸者（1970年） - 農家の老婆
  - 温泉みみず芸者（1971年） - 中年女
- 女渡世人（1971年、東映） - 茶屋のおかみ
- 懲役太郎 まむしの兄弟（1971年、東映） - やり手婆
- 傷だらけの人生（1971年、東映） - 老婆
- 女番長ブルース 牝蜂の逆襲（1971年、東映） - まつ
- 昭和おんな博徒（1972年、東映）- 堀川伊之助の老妻
- 強盗放火殺人囚（1975年、東映） - 銭湯の番頭
- 桜の森の満開の下（1975年、芸苑社） - 鬼女
- 脱走遊戯（1976年、東映） - ヤエ
- 沖縄やくざ戦争（1976年、東映） - 知花鉄男の母
- 恐竜・怪鳥の伝説（1977年、東映）
- 冬の華（1978年、東映） - 豪邸の老女中
- 赤穂城断絶（1978年、東映） - 間喜兵衛の老妻
- その後の仁義なき戦い（1979年、東映） - 老婆
- 地獄（1979年、東映） - 芳
- 戒厳令の夜（1980年、白夜プロ） - 老婆
- 青春の門（1981年、東映） - 旅館の女主人
- 冒険者カミカゼ -ADVENTURER KAMIKAZE-（1981年、東映） - 離れ島の老婆
- 魔界転生（1981年、角川春樹事務所 / 東映）
- 男はつらいよシリーズ（松竹）
  - 男はつらいよ 寅次郎あじさいの恋（1982年） - はる
  - 男はつらいよ 口笛を吹く寅次郎（1983年）
- 陽暉楼（1983年、東映） - 銀竜の遺手婆
- 序の舞（1984年、東映） - 坂本の老婆
- 上海バンスキング（1984年、松竹）
- 花いちもんめ。（1985年、東映）

### テレビドラマ
- 銭形平次（CX）
  - 第42話「十手子守唄」（1967年） - お信
  - 第46話「お静のいのち」（1967年） - お澄
  - 第399話「父の秘密」（1973年） - 老女
  - 第471話「一人だけの約束」（1975年） - 長屋の婆さん
  - 第558話「花いちもんめ」（1977年） - 菓子屋内儀
  - 第759話「浮世がからんだ一番富」（1981年）
- 怪奇ロマン劇場 第20話「怪談蟻地獄」（1969年、NET / 東映）
- 燃えよ剣 第18話「京の町の夜」（1970年、NET / 東映） - 料亭の女中
- 素浪人 花山大吉 第101話「売り出しすぎてベソかいた」（1970年、NET）
- 水戸黄門（TBS / C.A.L）
  - 第1部 第23話「初春・役者騒動記 -高山-」（1970年）
  - 第3部 第21話「母恋巡礼 -岩国-」（1971年） - 町の老婆
  - 第4部 第9話「ごますり剣法免許皆伝 -山形-」（1973年） - お婆さん
  - 第5部 第11話「弥七の幽霊 -福知山-」（1974年）
  - 第7部 第15話「大見得きった偽黄門 ‐酒田‐」（1976年）
  - 第8部 第24話「裏切り武士道 ‐宇和島‐」（1977年） - お民の母
  - 第12部 第23話「弥七を騙った悪い奴 ‐善光寺‐」（1982年） - おたね
  - 第14部 第18話「人情紅花夫婦染 -米沢-」（1984年） - 尼僧
  - 第15部
    - 第3話「偽黄門になった黄門様 -伊予-」（1985年） - 巡礼の老婆
    - 第33話「わしは天下の占い師 -小諸-」（1985年） - 老婆
- 遠山の金さん捕物帳 第45話「奉行に挑んだ女」（1971年、NET / 東映）
- 千葉周作 剣道まっしぐら 第32話「白昼の決闘」（1971年、TBS）- 長屋の老婆
- お祭り銀次捕物帳 第10話「人情牢破り」（1972年 / CX）
- 江戸巷談 花の日本橋 第16話「お雪一番手柄」（1972年、KTV） - 大奥の役職
- 長谷川伸シリーズ（NET / 東映）
  - 第10話「旅の風来坊」（1972年）
  - 第12話「頼まれ多九蔵」（1972年）
  - 第22話「抱き寝の長脇差」（1973年）
- 素浪人 天下太平 第2話「ここは江戸から何十里」（1973年、NET / 東映）
- 江戸を斬る 梓右近隠密帳 第18話「大奥に挑む」（1974年、TBS / C.A.L）
- 大岡越前 (TBS / C.A.L)
  - 第4部 第1話（1974年10月7日） - 大奥のお坊主
  - 第5部 第9話「大奥の陰謀」（1978年4月3日）
  - 第7部
    - 第7話「嘘つき親父の真実」（1983年6月6日）
    - 第19話「仇討ち夫婦駕籠」（1983年8月29日） - 老婆きわ

  - 第9部 第25話「怨みを買った男」（1986年4月14日）
- 唖侍鬼一法眼 第22話「少年と仇討ち」（1974年、NTV）
- 必殺シリーズ（ABC / 松竹）
  - 必殺必中仕事屋稼業 第8話「寝取られ勝負」（1975年）- 秀山尼
  - 必殺仕舞人 第1話「恨みがよんでる佐渡おけさ」（1981年） - 老婆
- 前略おふくろ様（1975年 - 1976年、NTV） - 半田とめ
- 遠山の金さん 杉良太郎版 （NET→ANB/東映）
  - 第1シリーズ 
    - 第1話 「燃えろ桜吹雪」（1975年）
    - 第44話「心の旅路をたどれ」（1976年）
    - 第71話「女騒動！うわなり打ち」（1977年）-長屋の老婆
    - 第85話「夕闇に消された女」（1977年） -おしずの母
    - 第99話「奈落におちた玉の輿」（1977年）-福富屋清太郎の母 おぎん(声のみ)

  - 第2シリーズ
    - 第14話「標的は桜吹雪」（1979年）
- 暴れん坊将軍シリーズ （ANB / 東映）
  - 吉宗評判記 暴れん坊将軍
    - 第6話「天晴れ!芋侍」（1978年） - 老婆
    - 第14話「黄金のからす札」（1978年） - おまつ
    - 第24話「七里飛脚は鬼より恐い」（1978年） - ばあさん
    - 第25話「素破!天下の一大事」（1978年） - ばあさん
    - 第39話「琉球渡来の甘い罠」（1978年） - 年寄
    - 第50話「味一番!細腕べんとう」（1979年） - 老婆
    - 第72話「紅花で染めた復讐」（1979年） - おかん
    - 第83話「天下を狙う盗賊」（1979年） - 老婆
    - 第97話「おっ母ぁなんか要らねえや!」（1980年） - おかん
    - 第106話「将軍はんて何んどすえ?」（1980年） - おかん
    - 第114話「正体見たぞ!隼小僧」（1980年） - 婆さん
    - 第128話「あわれ、忍びの恋」（1980年） - 老尼
    - 第149話「偽りの絆が廻す夫婦独楽」（1981年） - 老女
    - 第166話「鈴に誓った前髪剣法」（1981年） - 玉藤の女将
    - 第177話「鬼同心が哭いた朝」（1981年） -  お梅
    - 第204話「夜の風花 別れ花」（1982年） -  老婆

  - 暴れん坊将軍II
    - 第12話「めおと千両大漁節」（1983年） - 老女
    - 第55話「お駒かなしや島帰り」（1984年） - お松
    - 第135話「散らすな、忠義の首一つ!」（1985年） - 房吉の母
- 熱中時代・先生編 第1シリーズ 第13話「故郷に帰った熱中先生」（1978年、NTV） - 小樽市厚田村の人
- 桃太郎侍 第105話「北の岬の渡り鳥」（1978年、NTV / 東映）
- 影の軍団シリーズ（KTV / 東映）
  - 服部半蔵影の軍団
    - 第15話「地獄を招く妖僧」（1980年）- お関
    - 第19話「吸血! 女の館」（1980年） - 腰元

  - 影の軍団II 第23話「魔の振袖御殿」（1982年）
- 時代劇スペシャル（CX） 
  - 怪談かさねヶ淵～暗い沼に人魂が走り恐怖の因果に女達が狂う （1981年）
  - 烙印の女たち （1984年）
  - 乾いて候 お毒見役必殺剣（1984年）
- 銀河テレビ小説 / いけずごっこ（1984年、NHK）
- あいつと俺 第12話「裏切りの銃声 -高知・安芸-」（1984年3月30日、テレビ東京 / 勝プロ）※1980年制作